# Reynoldsgetal
Het reynoldsgetal, soms getal van Reynolds genoemd, is een dimensieloze grootheid uit de stromingsleer. Het wordt gebruikt om te bepalen of een stroming laminair is of turbulent, maar ook om similariteit tussen twee verschillende stromingen weer te geven. Dit kan nuttig zijn als men het gedrag van een vliegtuigvleugel of een waterstelsel wil onderzoeken met een schaalmodel.
Het reynoldsgetal {\displaystyle \mathrm {Re} } is genoemd naar de Britse natuurkundige Osborne Reynolds (1842-1912); de waarde wordt gevonden met:
{\displaystyle \mathrm {Re} ={\frac {v\cdot L\cdot \rho }{\mu }}={\frac {v\cdot L}{\nu }}}
Daarin is:
{\displaystyle v} de karakteristieke snelheid (in het geval van stroming door een buis is dit de doorsnede-gemiddelde stroomsnelheid) [m/s]
{\displaystyle L} de karakteristieke lengte (in het geval van stroming door een buis is dit de diameter) [m]
{\displaystyle \rho } de dichtheid van het stromende medium [kg/m3]
{\displaystyle \mu } de dynamische viscositeit van het stromende medium [Pa·s] met {\displaystyle \mu =\nu \cdot \rho }
{\displaystyle \nu } de kinematische viscositeit van het stromende medium [m2/s]
Bij lage waarden van {\displaystyle \mathrm {Re} } is een stroming laminair, bij hoge waarden turbulent. Het omslagpunt (meestal een omslaggebied) is voor elke geometrie anders.
Stroming in buizen is bijvoorbeeld laminair als {\displaystyle \mathrm {Re} \approx 2300}, en turbulent als {\displaystyle \mathrm {Re} >3500}. Tussen deze grenzen hangt het van verschillende factoren, zoals van de wandruwheid, af of de stroming laminair dan wel turbulent is. In glazen (dus erg gladde) buizen met een zeer geleidelijke instroom zijn laminaire stromingen verkregen voor {\displaystyle \mathrm {Re} \gg 3500} (zie voor een overzicht van laminaire flow bij extreme reynoldsgetallen bijvoorbeeld On The Critical Reynolds Number For Transition From Laminar To Turbulent Flow).

## Similariteit in stromingen
Twee stromingen met hetzelfde reynoldsgetal, hetzelfde eulergetal en dezelfde geometrie, bijvoorbeeld ronde buizen met verschillende diameters, zijn equivalent. Want op belangrijke punten in beide stromingen geldt:
{\displaystyle \mathrm {Re} _{s}=\mathrm {Re} }
{\displaystyle \mathrm {Eu} _{s}=\mathrm {Eu} }
dus  
{\displaystyle {\frac {\Delta p_{s}}{\rho _{s}{v_{s}}^{2}}}={\frac {\Delta p}{\rho v^{2}}}}
Daarin is:
{\displaystyle \Delta p} het drukverschil [Pa]
Grootheden die met een {\displaystyle s} gemarkeerd zijn, betreffen de stroming in het (schaal)model, en de andere de werkelijke stroming. Dit is nuttig voor schaalexperimenten. De resultaten van experimenten uit een schaalmodel kunnen daarmee worden vertaald naar de werkelijke stromingen.
In een samendrukbare stroming (bijvoorbeeld stroming van lucht rond een vliegtuigvleugel met een snelheid in de buurt van of boven de geluidssnelheid), moet ook het machgetal  identiek zijn om van similariteit tussen beide stromingen te kunnen spreken. Indien een uitwendige kracht een rol speelt, zoals de zwaartekracht en het corioliseffect, moet ook het getal van Froude hetzelfde zijn.

## Hemodynamica
In de hemodynamica wordt het getal van Reynolds gebruikt om te bepalen wanneer het bloed laminair stroomt. Dit is een belangrijke voorwaarde om de wet van Hagen-Poiseuille te kunnen toepassen. Voor bloed heeft de formule een aantal vaste waarden:
{\displaystyle \mathrm {Re} ={\frac {2\cdot r\cdot v\cdot \rho }{\eta }}}
Daarin is:
{\displaystyle r} de straal van het bloedvat [m]
{\displaystyle v} de stroomsnelheid [m/s]
{\displaystyle \rho } de massadichtheid van bloed (1060 kg/m3)
{\displaystyle \eta } de dynamische viscositeit van bloed (tussen 0,003 en 0,004 Pa·s)
Deze waarde geeft het laagste punt aan waar turbulentie kan optreden. Het kritische punt is 2040 met een afwijking van 10 voor een buis van 15 meter lang en een diameter van 4 millimeter. In dit geval is er laminaire stroom tot een waarde van 4400.
Voor bloed in het algemeen is de stroom laminair als {\displaystyle \mathrm {Re} <2000} en turbulent als {\displaystyle \mathrm {Re} >3000}. Het getal van Reynolds is dus gevoelig voor een stijgend hartdebiet (de stroomsnelheid stijgt) en voor anemie (de viscositeit daalt). Ook bij arteriële stenose waarbij de straal daalt, maar de stroomsnelheid met het kwadraat toeneemt, stijgt de waarde van het reynoldsgetal. Dit is te verklaren met de volgende formule voor de stroomsnelheid:
{\displaystyle v={Q \over A}}
met {\displaystyle A=\pi \cdot r^{2}} de oppervlakte van een cirkel [m]
De flow {\displaystyle Q} [m3/s] is constant. Als we deze formule inbrengen in de formule van het reynoldsgetal voor de hemodynamica, dan krijgen we:
{\displaystyle Re={2\cdot r\cdot \rho \cdot Q \over \eta \cdot A}\Longleftrightarrow \mathrm {Re} ={2\cdot \rho \cdot Q \over \eta \cdot \pi \cdot r}}
Als we deze laatste formule toepassen op een gezonde persoon met een normaal hartdebiet van 6 liter per minuut in de aorta ({\displaystyle r=1{,}5} cm), dan komen we op een waarde tussen {\displaystyle \mathrm {Re} =1113} en {\displaystyle \mathrm {Re} =1484} uit. Bij zware inspanning kan het hartdebiet tot 5 keer toenemen waardoor het reynoldsgetal hoger dan 3000 is en er dus turbulente stroming optreedt.
Archimedes ·
Atwood ·
Bagnold ·
Bejan ·
Biot ·
Bond ·
Brinkman ·
capillair getal ·
Cauchy ·
Damköhler ·
Darcy ·
Dean ·
Deborah ·
Eckert ·
Ekman ·
Eötvös ·
Euler ·
Froude ·
Galilei ·
Graetz ·
Grashof ·
Görtler ·
Hagen ·
Iribarren ·
Keulegan-Carpenter ·
Knudsen ·
Laplace ·
Lewis ·
Mach ·
Marangoni ·
Morton ·
Nusselt ·
Ohnesorge ·
Péclet ·
Prandtl ·
Rayleigh ·
Reynolds ·
Richardson ·
Roshko ·
Rossby ·
Rouse ·
Schmidt ·
Sherwood ·
Shields ·
Stanton ·
Stokes ·
Strouhal ·
Stuart ·
Suratman ·
Taylor ·
Ursell ·
Weber ·
Weissenberg ·
Womersley